# Albert Thomas (Politiker, 1898)

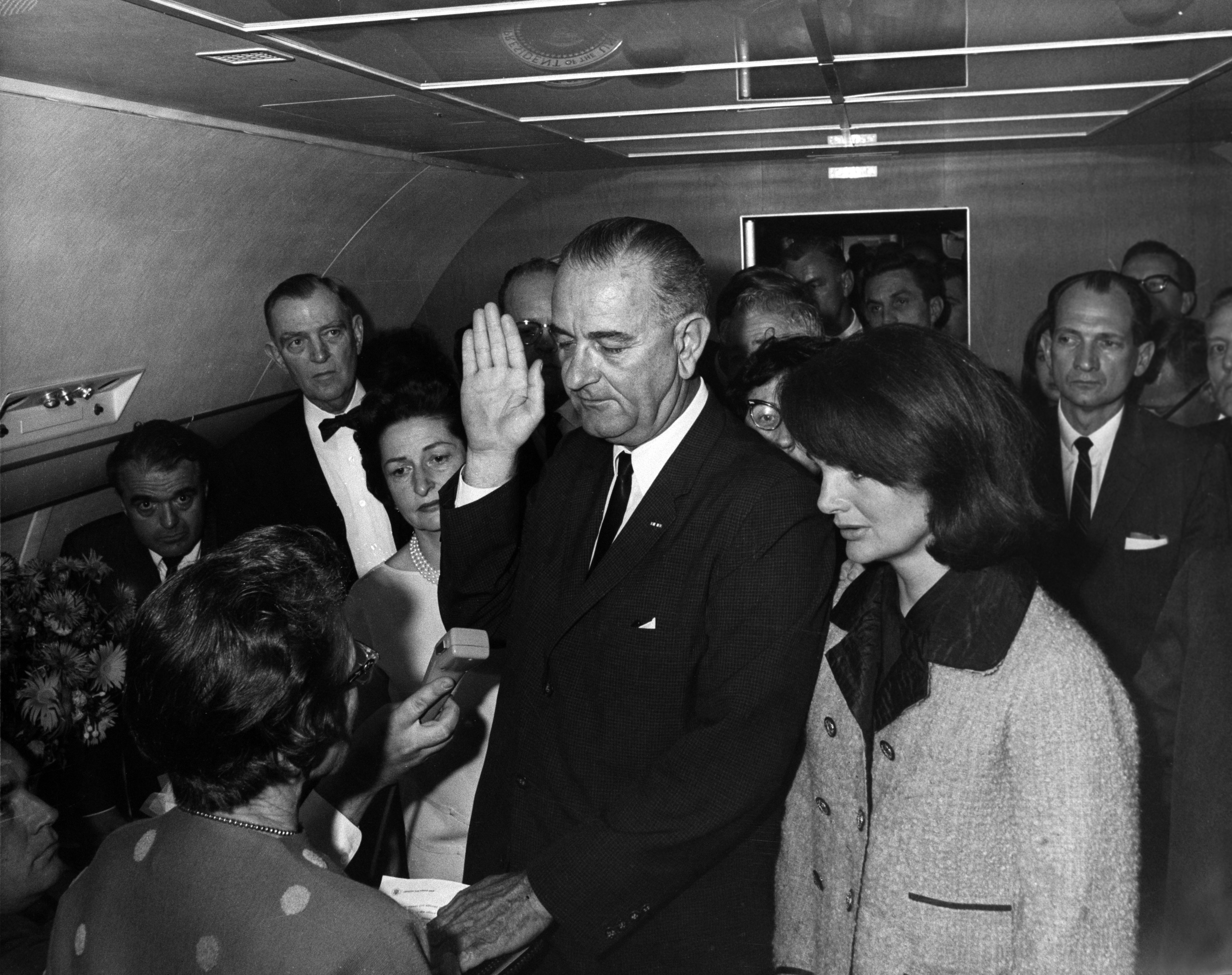
Albert Thomas (hinten, Zweiter von links) als Augenzeuge der Vereidigung von Präsident Lyndon B. Johnson an Bord der Air Force One nach dem Attentat auf John F. Kennedy.

Albert Thomas (* 12. April 1898 in Nacogdoches, Texas; † 15. Februar 1966 in Washington, D.C.) war ein US-amerikanischer Politiker (Demokratische Partei), der den Bundesstaat Texas im US-Repräsentantenhaus vertrat.

## Leben
Thomas besuchte die öffentliche Schulen. Anschließend diente er während des Ersten Weltkriegs als Second Lieutenant in der U.S. Army. Nach dem Krieg ging er auf das Rice Institute in Houston, wo er 1920 graduierte. Im Anschluss besuchte er das Law Department der University of Texas at Austin, wo er 1926 seinen Abschluss machte. Er erhielt seine Zulassung als Anwalt 1927 und begann dann sogleich in Nacogdoches zu praktizieren. Verheiratet war er mit Lera Millard Thomas.
Thomas war von 1927 bis 1930 als County Attorney des Nacogdoches County tätig. Danach war er von 1930 bis 1936 stellvertretender US-Bezirksstaatsanwalt für den südlichen Bezirk von Texas. Er wurde in den 75. US-Kongress und die 14 nachfolgenden Kongresse gewählt, wo er vom 3. Januar 1937 bis zu seinem Tod am 15. Februar 1966 tätig war. In seiner Amtszeit im Kongress war er Vorsitzender des Committee on Elections No. 3 (76. US-Kongress). Ferner weigerte er sich 1956 das Southern Manifesto zu unterzeichnen, das sich gegen die Rassenintegration an öffentlichen Einrichtungen aussprach. Er wurde auf dem Veterans’ Administration Cemetery in Houston beigesetzt.
Albert Thomas gehörte zur demokratischen Delegation beim Besuch von US-Präsident John F. Kennedy im November 1963 in Texas. Nach dem Attentat auf den Präsidenten war er an Bord der Air Force One Augenzeuge der Vereidigung von Lyndon B. Johnson als Kennedys Nachfolger.